# Лига американского футбола 2017
Лига Американского Футбола (ЛАФ) 2017 — второй официальный розыгрыш Лиги Американского Футбола, международного клубного турнира по американскому футболу среди команд Восточной Европы.

## Формат
В турнире принимало участие 24 команд из 18 городов, которые были разделены на 5 дивизионов по региональному принципу. В каждом дивизионе команды играют по круговой системе в 1-2 круга. Лучшие команды выходят в плей-офф

## Команды

### Участники
| Дивизион Премьер | Дивизион Премьер | Дивизион Север | Дивизион Север  | Дивизион Волга | Дивизион Волга | Дивизион Юг | Дивизион Юг | Дивизион Урал    | Дивизион Урал |
| Команда          | Город            | Команда        | Город           | Команда        | Город          | Команда     | Город       | Команда          | Город         |
| ---------------- | ---------------- | -------------- | --------------- | -------------- | -------------- | ----------- | ----------- | ---------------- | ------------- |
| Северный Легион  | Санкт-Петербург  | Драконы        | Москва          | Буревестники   | Самара         | Бизоны      | Краснодар   |                  |               |
| Витязь           | Подольск         | МЧС            | Санкт-Петербург | Стальные Тигры | Пермь          | Камни       | Ставрополь  | Скауты           | Челябинск     |
| Грифоны          | Санкт-Петербург  | Носороги       | Череповец       | Сталевары      | Ижевск         | Коршуны     | Волжский    | Волки            | Астана        |
| Медведи          | Москва           | Киборги        | Обнинск         |                |                | Тавры       | Симферополь | Танки            | Челябинск     |
| Патриоты         | Москва           | Оружейники     | Петрозаводск    |                |                | Титаны      | Севастополь | Уральские Молнии | Екатеринбург  |
| Бунтари          | Ярославль        |                |                 |                |                |             |             |                  |               |
| Спартанцы        | Москва           |                |                 |                |                |             |             |                  |               |
| Юнайтед          | Москва           |                |                 |                |                |             |             |                  |               |